# Anis Hidayah
Anis Hidayah (née le 7 novembre 1976) est une activiste indonésienne qui milite pour les droits des travailleurs migrants et s'intéresse aux questions relatives aux droits de l'Homme. Son travail est reconnu par Human Rights Watch à Toronto avec le Prix Alison Des Forges en 2011 et le Manusia Yayasan Pusat Studi avec le Prix Yap Thiam Hien (d) pour les droits de l'Homme en 2014. 

## Jeunesse
Anis Hidayah est née le 7 novembre 1976 dans un petit village de la régence de Bojonegoro dans l'est de Java en Indonésie. Dans son enfance, elle découvre combien de membres de sa communauté ont émigré à la recherche de travail, laissant leurs enfants aux soins de leurs grands-parents. Elle s'inscrit à la faculté de droit et fréquente l'Université Jember dans la régence de Jember, et s'implique dans le Mouvement des étudiants islamiques (indonésien : Pergerakan Mahasiswa Islam Indonesia (PMII)). En 1998, Hidayah apprend le viol d’une femme migrante et son manque de recours. La victime a quitté son emploi, mais son agresseur n'a pas eu à payer ses gages pour la rupture du contrat ni fait l'objet d'accusations criminelles. Lorsque la victime est revenue en Indonésie, elle n’a pas bénéficié de réadaptation ou d'assistance, ce qui a incité Hidayah à terminer sa thèse sur le sort des travailleurs migrants. 
Sur les sept millions de travailleurs migrants indonésiens employés dans des pays comme le Koweït, la Malaisie et l'Arabie saoudite, six millions sont des femmes. La plupart travaillent dans les services domestiques ou en tant que nourrices. À la signature d'un contrat de services d'une durée de deux ans, une fois qu'ils ont quitté le pays, peu de lois les protègent et aucune surveillance n'est fait par le gouvernement indonésien sur eux ou leur condition de vie. Hidayah rejoint l'organisation East Java Women's Solidarity en 1999 et travaille avec elle pendant un an et demi avant de commencer ses études supérieures. À l'époque, l'organisation est la seule à s'occuper des problèmes des migrants. Hidayah n'obtient son diplôme d'études supérieures à cause de son implication dans la fondation de l'association Migrant Care. 

## Carrière
En 2004, Hidayah cofonde l'ONG "Migrant Care", qui défend les droits des immigrants indonésiens à l’étranger. L’ONG presse les législateurs d’élaborer des réformes pour protéger les travailleurs migrants et d’offrir des services juridiques aux femmes victimes de violence ou d’abus, y compris dans des situations qui les placent sous le fardeau de leur dette. Ils gèrent également une base de données et établissent des centres de service dans les zones à fort exode de migrants afin d'informer les gens sur les pièges et leur apprendre leurs droits. L'ONG disposent également d'un système permettant de suivre les travailleurs et d'aider leurs familles. Hidayah devient l'une des militantes les plus visibles pour les droits des travailleurs migrants indonésiens par le biais de manifestations, de pressions exercées auprès des législateurs et de l'utilisation des médias pour mener à bien la réforme. En 2012, le Parlement indonésien ratifie la Convention internationale sur la protection des droits de tous les travailleurs migrants et des membres de leur famille, amorçant ainsi les premières mesures face. 
Hidayah estime que les efforts fait ne sont pas suffisants car les autorités sont lentes à agir en cas d'abus. À l'approche des élections de 2014, il avait été promis que les politiques contrôleraient les agences de lutte contre la traite, réformeraient la protection des travailleurs et amélioreraient l'aide juridictionnelle des travailleurs migrants. Hidayah fait valoir que le fait d'autoriser l'application de la peine de mort en Indonésie avait une incidence directe sur la capacité à négocier la libération de travailleurs indonésiens à l'étranger. Ses préoccupations sont confirmées lorsque deux employées de maison en Arabie saoudite sont exécutées sans préavis. En réponse, le gouvernement annonce en 2015 son intention d'interdire les travailleurs migrants. Hidayah se prononce alors contre ce plan, affirmant que la discrimination à l'égard des migrants, qui restreint les droits des travailleurs, ne résoudra pas les problèmes auxquels ils sont confrontés. Au lieu de cela, elle exhorte le gouvernement à adopter des lois exigeant des conditions de travail et de vie raisonnables pour les travailleurs, limitant les mauvais traitements et leur donnant la possibilité d'améliorer leurs conditions économiques. En 2016, Hidayah exhorte aussi les législateurs à élaborer des réglementations pour éliminer les frais de recrutement et imposer de véritables conditions d'emploi aux travailleurs. 

## Distinctions
En 2011, Hidayah reçoit le prix Alison Des Forges de Human Rights Watch à Toronto pour son plaidoyer en faveur des femmes et des travailleurs migrants. Lorsque la BBC lance sa série 100 Women en 2013, afin de discuter en profondeur pendant un mois des problèmes auxquels sont confrontées les femmes du XXIe siècle, Hidayah est l'une des premières femmes invitées à participer au programme,. En 2014, elle est sélectionnée parmi près de 50 candidats, en tant que récipiendaire du prix Yap Thiam Hien, qui reconnaît les contributions des défenseurs des droits de l'Homme.

### Citations
1. 1 2 3  Tampubolon 2015.
2. 1 2 3 4 5 6 7  Affan 2012.
3. 1 2 3 4  Clibbon 2011.
4. ↑  Varia 2011.
5. ↑  Coca 2015.
6. ↑  Dhumieres 2015.
7. ↑  Wardah 2015.
8. ↑  Antara News 2016.
9. ↑  Fisher 2013.
10. ↑  BBC News 2013.